# Venus (yacht)
Pour les articles homonymes, voir Venus.
Le Venus ou iYacht Apple est un yacht de luxe de 78 m de 2012. Il est un des plus grands yachts du monde, propriété de Steve Jobs (1955-2011) conçu avec l'architecte-designer Philippe Starck,.

## Histoire
À partir de 2007, Steve Jobs (PDG-fondateur emblématique d'Apple en 1976) se fait construire ce yacht ultra-design de 78 m,, qu'il baptise du nom de Vénus, déesse de la beauté, de l'amour et de la civilisation, de la mythologie gréco-romaine. Il en conçoit personnellement le design personnalisé, inspiré du design Apple, en aluminium, teck, et verre, en étroite collaboration avec l'architecte-designer Philippe Starck,.

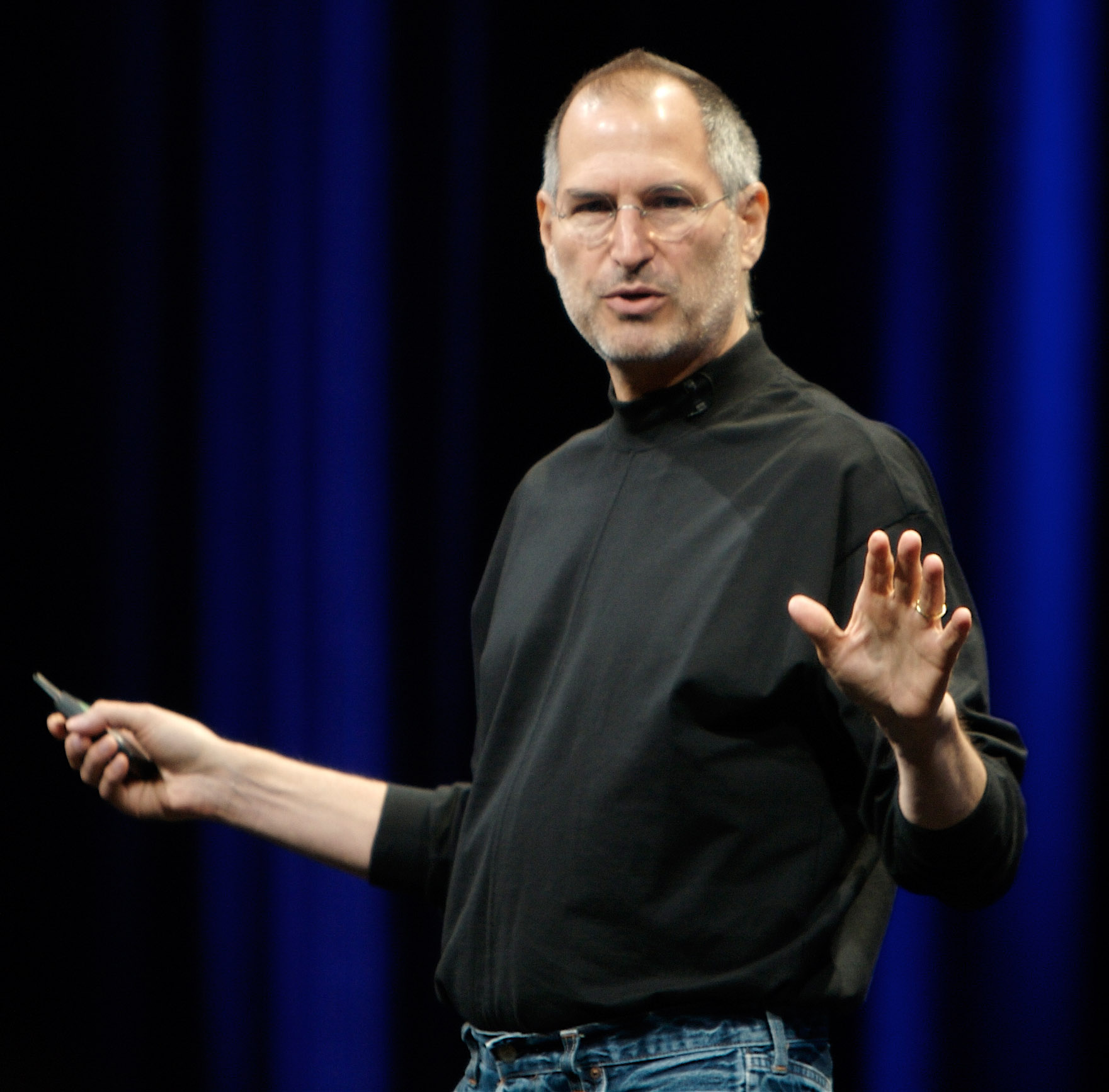
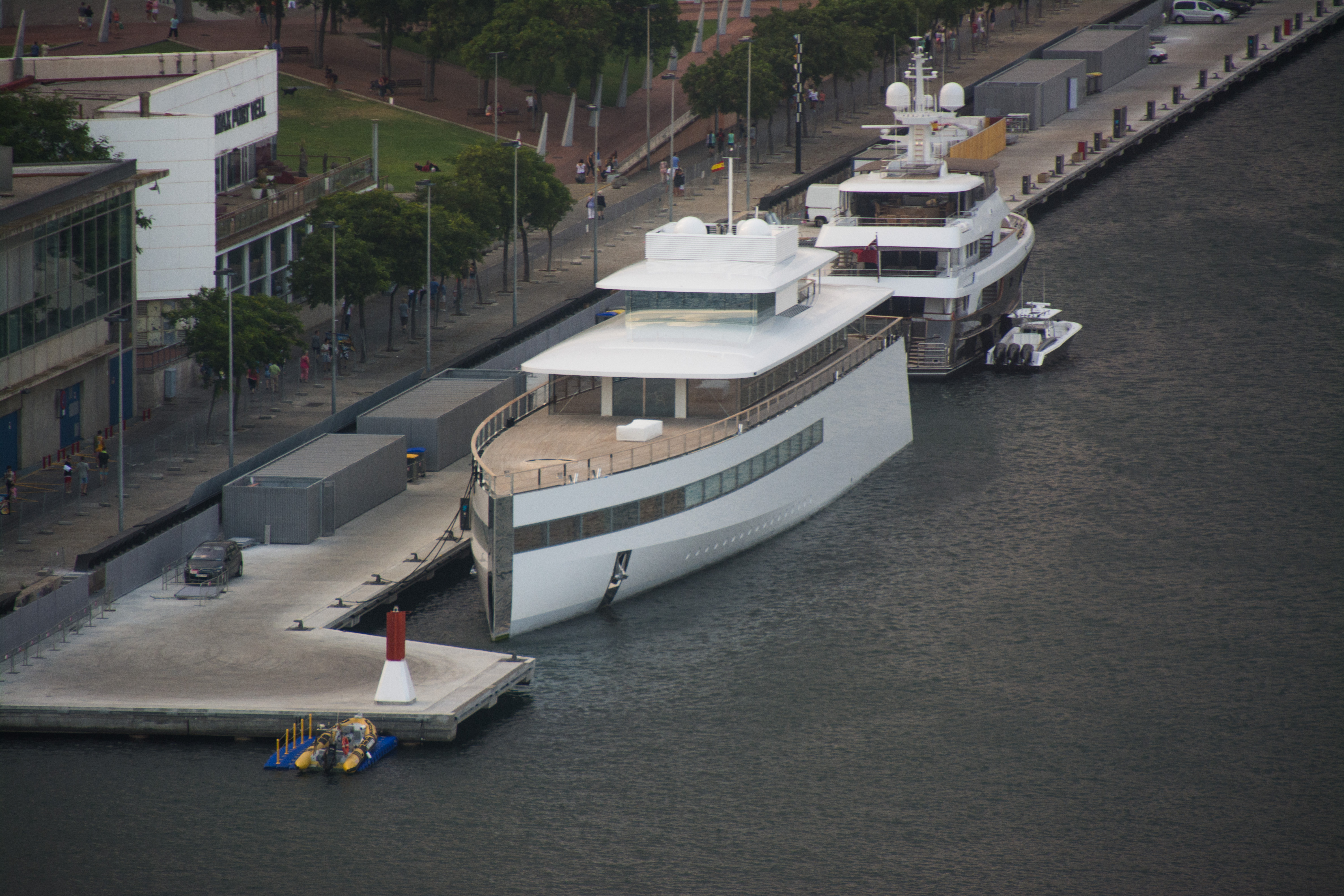
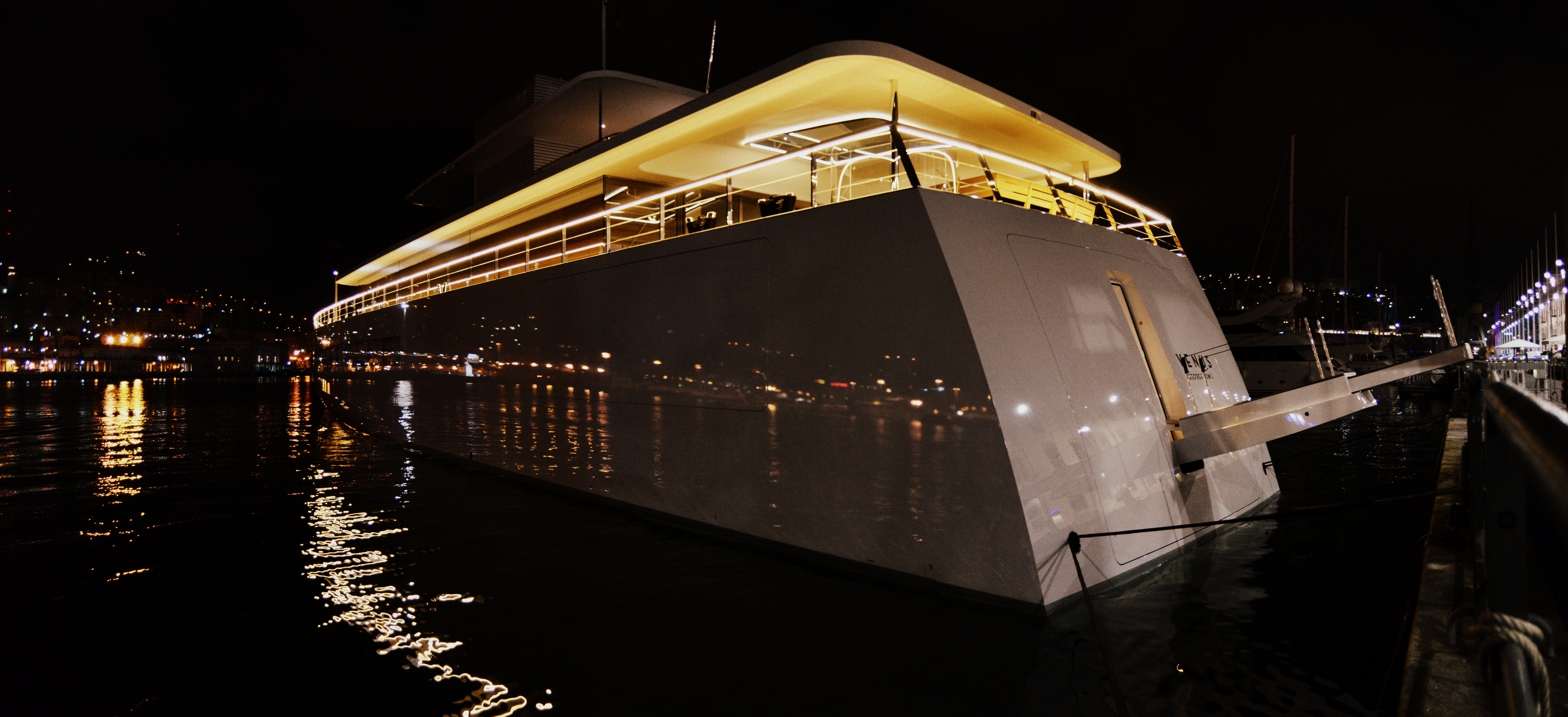

Le navire est construit par le chantier naval Feadship des Pays-Bas, pour un montant de plus de 100 millions €, avec 6 chambres pour 12 passagers, et 22 membres équipages. 
Steve Jobs disparaît en octobre 2011 à l'age de 56 ans, 1 an avant la fin de sa construction, et de son inauguration du 28 octobre 2012. Actuelle propriété depuis de son épouse héritière Laurene Powell Jobs, le navire navigue sous drapeau des Îles Caïmans des Caraïbes, avec pour port d'attache George Town (îles Caïmans).

## Anecdote
Philippe Starck est également entre autres architecte-designer des yachts Wedge Too (yacht) (en) de 2002, A (yacht à voile) de 2015, et A (yacht à moteur) de 2008... 